# Pseudohermonassa flavotincta
Pseudohermonassa flavotincta är en fjärilsart som beskrevs av Smith 1892. Pseudohermonassa flavotincta ingår i släktet Pseudohermonassa och familjen nattflyn. Inga underarter finns listade.